# Zachar Prilepin
Zachar Prilepin (in russo Захар Прилепин?), nato  Evgenij Nikolaevič Prilepin (in russo Евгений Никола́евич Прилепин?), (Il'inka, 7 luglio 1975) è uno scrittore, politico e giornalista russo, veterano della guerra in Cecenia dove ha prestato servizio nell'OMON, le unità speciali antiterrorismo della polizia russa. È stato membro del partito nazionale bolscevico russo dal 1996 al 2019 e leader del partito politico nazional-conservatore For Truth dal 1º febbraio 2020 fino a quando non si è fuso nel febbraio 2021 nel partito pro-Cremlino Una Russia Giusta. Oltre a quello di Zachar Prilepin, a volte usa anche un altro pseudonimo: Evgenij Lavlinskij (in russo Евгений Лавлинский?).

## Biografia
Evgenij Prilepin è nato il 7 luglio 1975 nel villaggio di Il'inka, nell'oblast' di Rjazan', nella famiglia di un insegnante e di un'infermiera. La famiglia ha vissuto lì fino al 1984, quando si è trasferita a Dzeržinsk. Ha iniziato a lavorare all'età di 16 anni in una panetteria, in seguito si è laureato presso la Facoltà di Filologia dell'Università statale di Nižnij Novgorod e la School of Public Policy. Ha lavorato come operaio, guardia di sicurezza e ha prestato servizio come caposquadra nel gruppo di polizia russa OMON, e successivamente ha preso parte ai combattimenti in Cecenia nel 1996 e nel 1999. 
Nel 1999, a causa di difficoltà finanziarie, Prilepin lasciò OMON e trovò lavoro come giornalista presso il quotidiano Delo di Nižnij Novgorod e di proprietà di Sergej Kirienko. Ha pubblicato sotto molti pseudonimi, il più famoso dei quali è Evgenij Lavlinskij. Nel 2000 è diventato direttore del giornale. Allo stesso tempo, Prilepin iniziò a lavorare al suo primo romanzo, The Pathologies. Ha raccontato: "All'inizio era un romanzo sull'amore, ma alla fine (ho lavorato per tre o quattro anni), si è trasformato in un romanzo sulla Cecenia come sull'esperienza più potente della mia vita - come dice il proverbio, quello che stiamo facendo si rivela sempre essere un fucile Kalashnikov". 

### Giornalista e scrittore
Le opere di Prilepin sono state pubblicate su vari giornali, tra cui Limonka, Literary Gazette, The Edge, General Line, nonché sulle riviste North, Friendship of Peoples, Roman-Gazeta, New World, Snob, Russian Pioneer e Russian Life. Era il caporedattore del People's Observer, il giornale del Partito nazionale bolscevico di Nižnij Novgorod. Ha partecipato al seminario dei giovani scrittori Mosca–Peredelkino (febbraio 2004) e al IV, V e VI Forum dei giovani scrittori a Mosca, Russia. Ha anche scritto una biografia del romanziere sovietico Leonid Leonov. È un membro del think tank ideologico Izborsk Club. 
Autore e redattore del periodico Novaja Gazeta, Prilepin era un membro del Partito Nazional Bolscevico, è stato un oppositore di Vladimir Putin, ma la sua visione si è poi allineata a quella del presidente russo, sostenendo la coalizione Drugaja Rossija e partecipando anche all'organizzazione della marcia dei dissidenti di Nižnij Novgorod il 24 marzo 2007. Nel luglio 2012, ha pubblicato un breve saggio intitolato Una lettera al compagno Stalin, una critica stalinista rivolta contro la moderna "società liberale" russa, saggio che è stato ampiamente considerato antisemita. I media hanno ripetutamente menzionato l'amicizia di Prilepin con Vladislav Surkov, il cui cugino è sposato con la sorella di Prilepin, Yelena. 

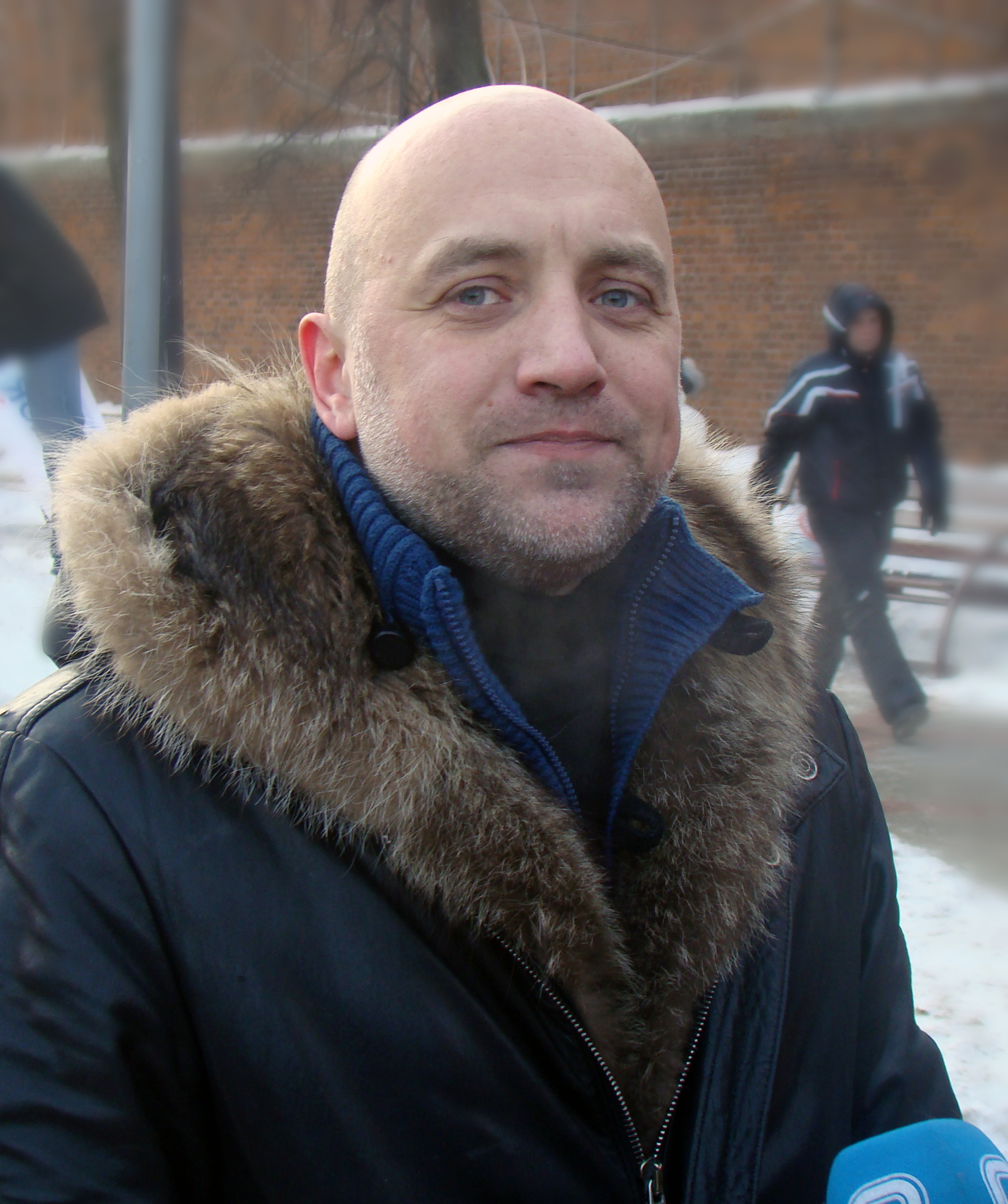
Zachar Prilepin al rally di Nižnij Novgorod nel 2012

Ha continuato a scrivere, ha vinto anche il premio Super-Nacbest. I suoi libri sono stati tradotti in 11 lingue. I suoi scrittori preferiti sono Ėduard Limonov, Gajto Gazdanov, Jonathan Franzen, Michail Šolochov e Henry Miller.

### Guerra nel Donetsk
Dal 2015 al 2017 è stato il consigliere di Aleksandr Zacharčenko nella Repubblica Popolare di Doneck, dove comandava un battaglione, sotto il titolo di "maggiore Prilepin". È stato proprio lui a raccontarlo nel febbraio 2017 in una lunga intervista, in cui ha rivelato di essere alla guida di un battaglione di volontari nell'autoproclamata Repubblica popolare di Doneck. Il battaglione era il 4º Battaglione di Ricognizione e Assalto delle Forze Speciali delle Forze Armate della DNR, comunemente noto come "Battaglione di Prilepin"; Prilepin ha affermato che era stato creato nel luglio 2016 su sua iniziativa e ha annunciato: "Cavalcheremo su un cavallo bianco in qualsiasi città che abbiamo abbandonato". Prilepin ha inoltre affermato di essere il secondo in comando con il grado di maggiore. Prilepin era una figura influente e una celebrità nella Repubblica popolare di Doneck e il concetto di Malorossija è stato apparentemente creato da lui.
Alla fine di luglio 2018, Prilepin è tornato "smobilitato" a Mosca; il battaglione in cui aveva prestato servizio è stato sciolto nel settembre 2018. In un'intervista con il notiziario russo Znak.com il 15 agosto 2019, Prilepin ha affermato che il battaglione aveva ucciso più ucraini di qualsiasi altro, affermazione che, tuttavia, è stata contestata. È ricercato con l'accusa di terrorismo in Ucraina e gli è stato negato l'ingresso in Bosnia-Erzegovina per motivi di sicurezza.

### Da un partito all'altro
Il 29 novembre 2018 è entrato a far parte del Fronte Popolare Panrusso (ONF). Per questo motivo, è stato escluso dal partito politico Drugaja Rossija dal suo fondatore Eduard Limonov. 
Il 29 ottobre 2019 ha creato il movimento pubblico For Truth (За правду). Intendeva trasformare il movimento in un partito politico per partecipare alle elezioni legislative del 2021. Tuttavia, il partito si è fuso in Una Russia giusta nel febbraio 2021. 
Nel marzo 2022 ha denunciato alla polizia l'artista Oleg Kulik, sostenendo che la sua opera Big Mother fosse un attacco alla nazione russa nel contesto del difficile clima interno dovuto alle critiche di parte della popolazione alla guerra condotta dallo Stato russo contro l'Ucraina. La delazione di Prilepin ha causato problemi all'artista Kulik, le cui posizioni di dissidenza sono note.

### L'attentato
Il 6 maggio 2023 è rimasto gravemente ferito in un attentato nei pressi di Nižnij Novgorod, dove stava rientrando dalla famiglia. La sua auto è stata fatta saltare da un ordigno. Nell'attentato è morto sul colpo il suo autista,  mentre è rimasta illesa la figlia che viaggiava a bordo con lui.

## Vita privata
È sposato e ha quattro figli: Gleb, Ignat, Kira e Lilia.

## Opere

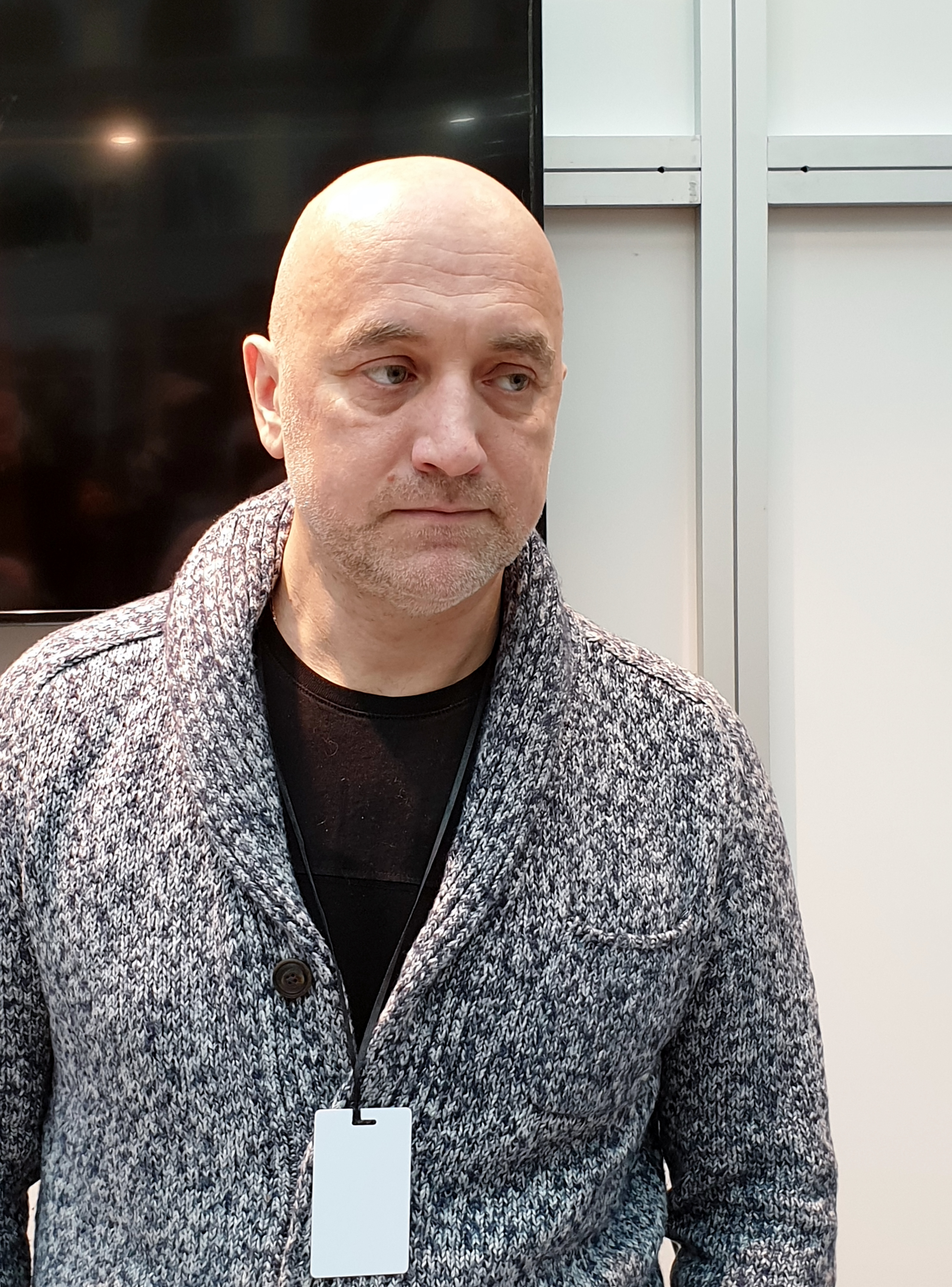
Prilepin nel 2019

- Patologie  (romanzo) - Патологии (роман), Andreevsky, Mosca, 2004 ISBN 978-5-17-073224-1
- San'kja (romanzo) - Санькя (роман),  Ad Marginem, Mosca, 2006 ISBN 978-5-91103-078-0
- Il peccato (romanzo) - Грех (роман), Vargius, Mosca, 2007 ISBN 978-9-08-182393-7
- Stivali pieni di vodka calda (raccolta di novelle) - Ботинки, полные горячей водкой (сборник рассказов), AST, Mosca, 2008
- Sono venuto dalla Russia (saggio) - Я пришёл из России (эссе),  2008
- Guerra - Война,  AST, Mosca, 2008
- Terra Tartarara. Это касается лично меня, AST, Mosca, 2009
- Именины сердца. Разговоры с русской литературой (Авторский сборник интервью с писателями и поэтами) (Compleanno del cuore. Conversazioni con la letteratura russa), AST, Mosca, 2009
- Rivoluzione - Революция, AST, Mosca, 2009
- Леонид Леонов: Игра его была огромна - (Leonid Leonov: Il suo gioco è stato fantastico), Molodaya Gvardiya, Mosca ,2010
- Scimmia nera (romanzo) - Чёрная обезьяна, AST, Mosca, 2012
- Il monastero (romanzo) - Обитель, AST, Mosca, 2014 ISBN 978-5170844838